# Sladki Vrh
Sladki Vrh – wieś w Słowenii, w gminie Šentilj. W 2018 roku liczyła 708 mieszkańców.